# Arrondissement de Cassel
Pour l'ancien arrondissement français, voir Arrondissement de Cassel (France).
L’arrondissement de Cassel est un arrondissement (Landkreis en allemand) de Hesse (Allemagne) situé dans le district (Regierungsbezirk en allemand) de Cassel. 
Son chef-lieu est Cassel.

## Villes, communes et communautés d'administration
(nombre d'habitants au 31/12/2008)

Découpage de l’arrondissement en communes

| Villes (Städte) 1. Bad Karlshafen (3 926) 2. Baunatal (27 738) 3. Grebenstein (6 006) 4. Hofgeismar (15 993) 5. Immenhausen (7 094) 6. Liebenau (3 364) 7. Naumburg (5 299) 8. Trendelburg (5 361) 9. Vellmar (18 229) 10. Wolfhagen (12 937) 11. Zierenberg (6 707) | Communes (Gemeinden) 1. Ahnatal (8 015) 2. Bad Emstal (6 157) 3. Breuna (3 708) 4. Calden (7 535) 5. Espenau (4 924) 6. Fuldabrück (8 758) 7. Fuldatal (11 916) 8. Habichtswald (5 151) 9. Helsa (5 662) 10. Kaufungen (12 666) 11. Lohfelden (13 763) 12. Nieste (1 800) 13. Niestetal (10 554) 14. Oberweser (3 470) 15. Reinhardshagen (4 850) 16. Schauenburg (10 312) 17. Söhrewald (5 036) 18. Wahlsburg (2 305) Secteur non constitué en municipalité (Gemeindefreies Gebiet) 1. Gutsbezirk Reinhardswald (de) |

## Administrateurs de l'arrondissement
- 1832–1849 Karl Wilhelm Philipp Bockwitz (de)
- 1854–1868: Friedrich Bernstein (de)
- 1868–1881: Ernst von Weyrauch (de)
- 1881–1907: Julius von Dörnberg (de)
- 1907–1931: Gottfried Rabe von Pappenheim (de)
- 1931–1933: Karl Ohle (de)
- 1933–1934: Fritz Lengemann (de) (NSDAP)
- 1934–1937: Walter Schultz (de)
- 1937–1945: Konrad Fischer (de) (NSDAP)
- 1945–1946: Gottfried Rabe von Pappenheim (de)
- 1946–1951: Karl Herrmann (de) (SPD)
- 1951–1972: Josef Köcher (de) (SPD)
- 1er août 1972 – 18 décembre 1974: Herbert Günther (de) (SPD)
- 19 décembre 1974 – 6 février 1975: Gerhard Arnold (de) (SPD)
- 7 février 1975 – 6 février 1981: Gerhard Arnold (SPD)
- 7 février 1981 – 30 juin 1991: Willi Eiermann (de) (SPD)
- 1er juillet 1991 – 30 juin 2009: Udo Schlitzberger (de) (SPD)
- 1er juillet 2009 – 30 juin 2021: Uwe Schmidt (de) (SPD)
- depuis le 1er juillet 2021: Andreas Siebert (de) (SPD)